# Memorial Rik Van Steenbergen 1996
Il Memorial Rik Van Steenbergen 1996, sesta edizione della corsa, si svolse il 7 agosto 1996 su un percorso con partenza e arrivo ad Aartselaar. Fu vinto dall'olandese Jans Koerts della Palmans-Boghemans davanti al tedesco Jens Heppner e al belga Danny Daelman.

## Ordine d'arrivo (Top 10)
| Pos. | Corridore                | Squadra                            | Tempo    |
| ---- | ------------------------ | ---------------------------------- | -------- |
| 1    | Jans Koerts              | Palmans-Boghemans                  | 4h50'00" |
| 2    | Jens Heppner             | Team Deutsche Telekom              | s.t.     |
| 3    | Danny Daelman            | Collstrop-Lystex                   | s.t.     |
| 4    | Marc Wauters             | Lotto-Isoglass                     | s.t.     |
| 5    | Klaus Diewald            | Team Nürnberger                    | a 25"    |
| 6    | Wim Omloop               | Collstrop-Lystec                   |          |
| 7    | Daniele Nardello         | Mapei-GB                           |          |
| 8    | Sebastian Van Den Abeele | Cedico-Wallonie-Ville de Charleroi |          |
| 9    | Olaf Ludwig              | Deutsche Telekom-Merckx            |          |
| 10   | Dzamolidine Abduzhaparov | Novell-Decca-Colnago               |          |